# Heliconius graphitica
Heliconius graphitica är en fjärilsart som beskrevs av Krüger 1933. Heliconius graphitica ingår i släktet Heliconius och familjen praktfjärilar. Inga underarter finns listade i Catalogue of Life.